# リール (ベルギー)
リール（オランダ語: Lier [liːr]、フランス語: Lierre）は、ベルギー、アントウェルペン州にある都市及び基礎自治体で、州都アントウェルペンの南東10kmの場所に位置する。ネーテ川が街を流れている。基礎自治体の人口は33,500人である。

## 歴史
リールは760年に聖グマルス（グンマルス、Gummarus van Lier）が修道院を設立した時にさかのぼる。1212年には都市特権を得ている。1494年、カスティーリャ王フェリペ1世と女王フアナはこの地で結婚している。中世、織物業が発達したが1600年代に入ると経済は低落していった。第一次世界大戦にリールでは大規模な被害を蒙っている。1914年8月と9月にドイツから最初の爆撃を受けている。1918年9月、ドイツの占領から解放されると街の復興が始まった。

## 経済
リールではサービス業と小規模な工業が主要な産業となっており、ショッピングセンターが立地する他、観光業も重要となっている。

## みどころ
ユネスコの世界遺産にフランドル地方とワロン地方の鐘楼群として1999年より登録されている市庁舎と鐘楼や、中世以来の聖グマルス教会は主要な名所となっている。ジンメルの塔（Zimmertoren）の時計も見所の一つで、1930年代に時計は設置され特徴的な時計は1939年のニューヨーク万博にも出展された。その他、小規模な博物館などもリールには立地している。

## スポーツ
- リールセSK　- リールを本拠地とするサッカークラブチーム。

## ゆかりの人物
- 聖グマルス - 骨折患者の守護聖人
- アントン・ベルフマン - オランダ語文学の愛好家、オランダ語愛用・復興の推進者、弁護士
- フェリックス・ティメルマンス - 文人、詩人、画家、脚本家、表紙デザイナー
- ローデウェイク・ファン・ブッケル - 鍛冶芸術家
- イシドール・オップソーマー - 画家、石版工、エッチング工
- レイモンド・クールマンス - プロビリヤード選手
- ヤン・クーレマンス -　元サッカー選手
- ニック・ニュイエンス - 自転車競技選手
- ヤニナ・ウィックマイヤー - プロテニス選手

## ギャラリー

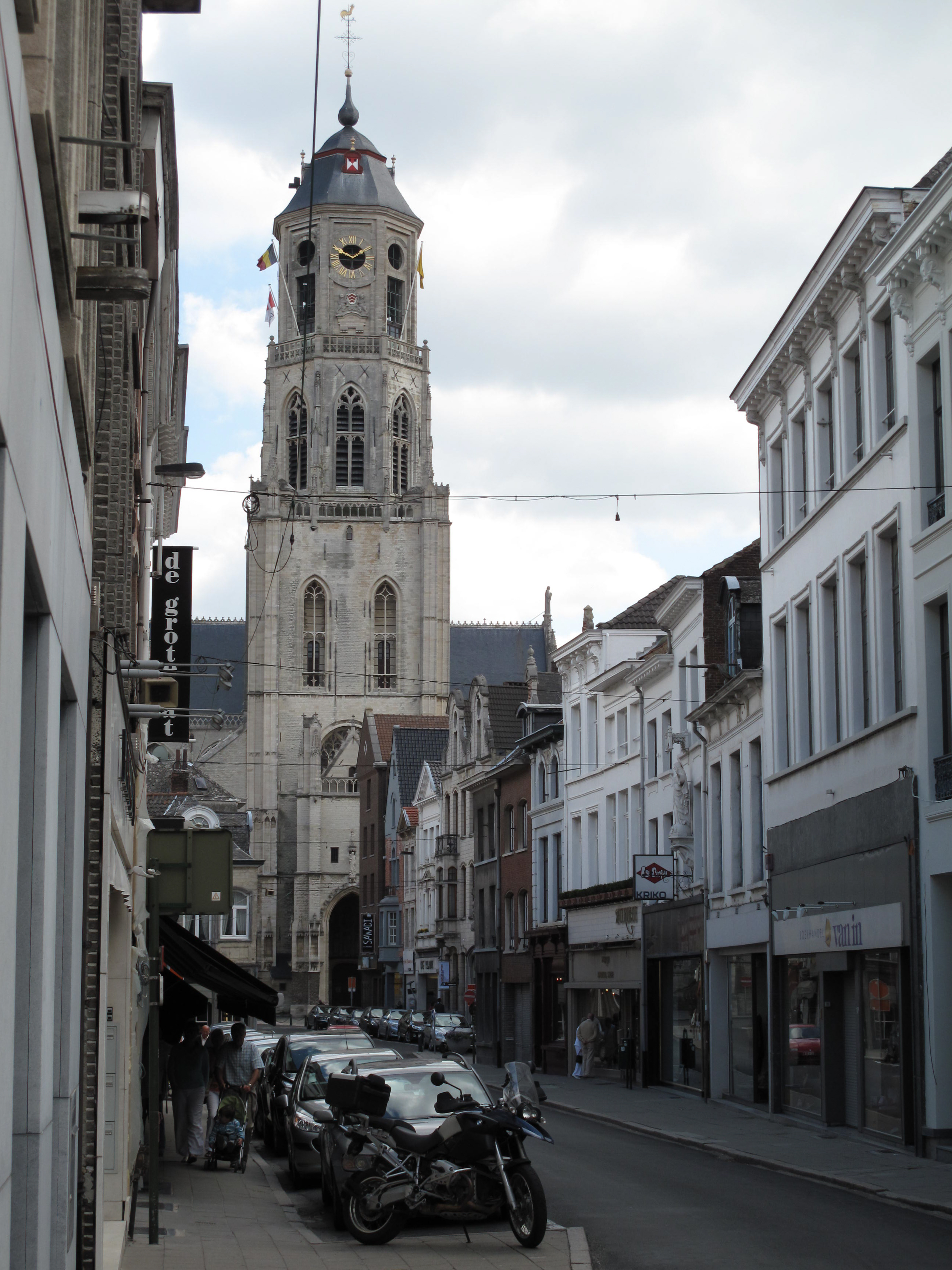
聖グマルス教会
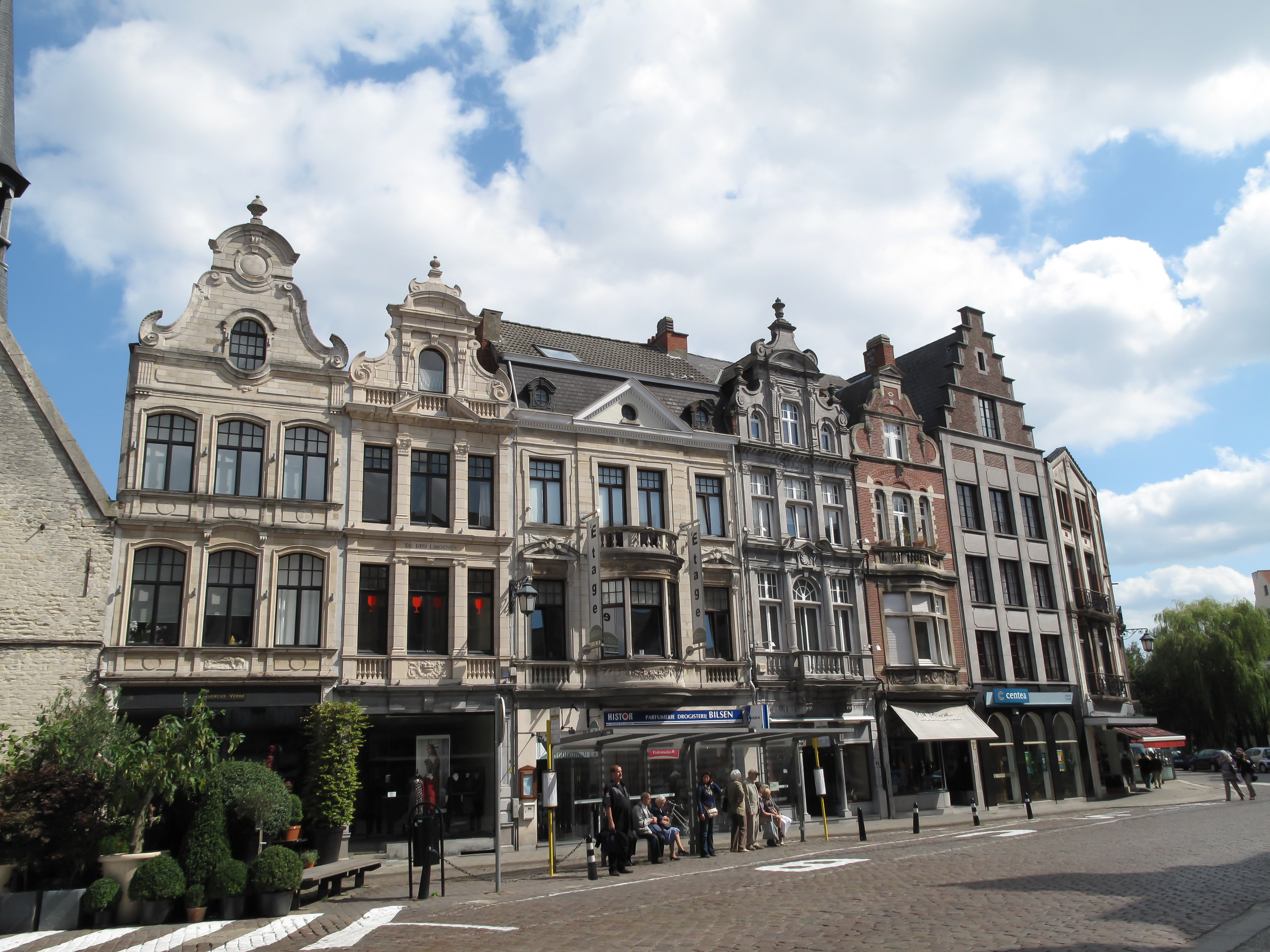
モニュメンタルハウス
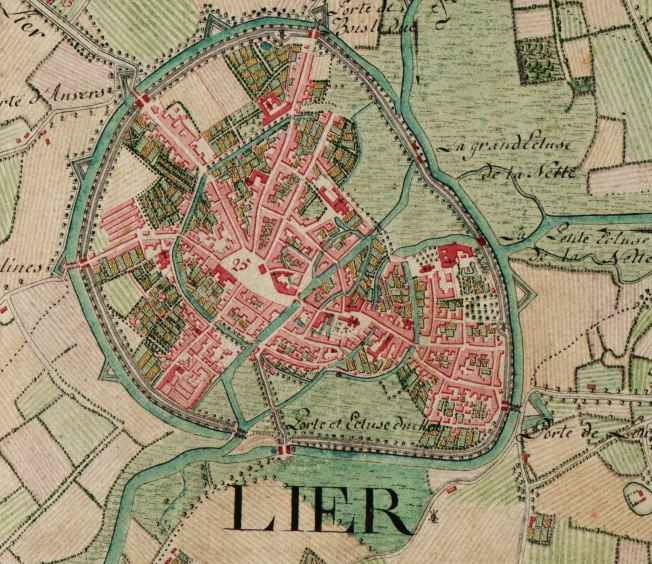
1775年頃のリールの地図